# Assemblée générale constitutive
Vous pouvez aider à l'améliorer ou bien discuter des problèmes sur sa page de discussion.
- Il adopte un point de vue régional ou culturel particulier et nécessite une internationalisation. (Marqué depuis mars 2013)
- Il n’est pas rédigé dans un style encyclopédique. (Marqué depuis novembre 2014)

Lors de la création d'une SA avec offre de titres au public, les fondateurs sont tenus de convoquer les souscripteurs en Assemblée Générale Constitutive (AGC).
L'AGC constate que le capital social est entièrement souscrit et que les actions sont libérées du montant exigible. Elle se prononce sur les statuts de la société, qui ne pourront ensuite être modifiés qu'en assemblée générale extraordinaire, nomme les premiers membres du conseil d'administration ou de surveillance (selon le type de SA) et désigne un ou plusieurs commissaire aux comptes.